# Kenneth C. Griffin
Kenneth Cordele "Ken" Griffin, född 15 oktober 1968, är en amerikansk företagsledare som är grundare, VD och delad CIO för den amerikanska multinationella hedgefonden Citadel LLC. Den amerikanska ekonomitidskriften Forbes rankade Griffin till att vara världens 31:a rikaste med en förmögenhet på 47,1 miljarder amerikanska dollar för den 18 juli 2025.
Han är en stor konstsamlare och har verk, till ett totalt värde på omkring 2,3 miljarder dollar, från bland annat Jean-Michel Basquiat, Paul Cézanne, Edgar Degas, Jasper Johns, Willem de Kooning, Claude Monet, Jackson Pollock och Gerhard Richter.
Griffin avlade en kandidatexamen vid Harvard College.